# Феофілакт (Георгіадіс)
Архієпископ Феофілакт (грец. Αρχιεπίσκοπος Θεοφύλακτος в миру Феодосіос Георгіадіс, грец. Θεοδόσιος Γεωργιάδης (1951 , Nea Charavgid  — 8 жовтня 2021 , Ізраїль )) — єпископ Єрусалимської православної церкви, архієпископ Йорданський (з 2005).

## Біографія
Народився в 1951 році в Греції у селі Харавгі в простій грецькій родині. Отримав духовну освіту в Церковній школі (семінарії) в Ксанфи .
У 1972 році прибув до Єрусалиму і був призначений секретарем Патріаршого кабінету.
16 лютого 1973 року прийняв чернецтво з ім'ям Феофілакт і 19 лютого був висвячений на ієродиякона.
Після трьох років помічником інспектора молоді в Єрусалимській Патріаршої школі, в 1976 році був призначений секретарем Земельного Комітету.
19 вересня 1977 був висвячений в сан ієромонаха і призначений настоятелем монастиря святого Симеона в Каті .
У 1979 році вступив до Ленінградської духовної академію.
Під час відвідування СРСР патріархом Єрусалимським Діодором в 1981 році, був зведений в сан архімандрита.
У 1984 році закінчив Ленінградську духовну академію зі ступенем кандидата богослов'я за твір "Етнографічні дані кн. Буття в світі історико-археологічних досліджень " .
У тому ж році виїхав на Святу Землю, де служив у Вифлеємському монастирі, в 1985 році — секретарем Господарського відділу Патріархії, а з 1986 року — настоятелем монастиря Святого Хреста в Єрусалимі .
У листопаді 1989 року відновилася діяльність Єрусалимського подвір'я в Росії при храмі Воскресіння Словущого на Арбаті, в зв'язку з чим за домовленістю з Російською православною церквою архімандрит Феофілакт був призначений Єрусалимським патріаршим представником при патріархові Московському і настоятелем даного храму. 19 листопада 1989 року відбулося Урочисте богослужіння, яке очолив митрополит Мінський і Білоруський Філарет (Вахромєєв), якому співслужили головний секретар Єрусалимського патріархату, що спеціально приїхав з цієї нагоди, єпископ Тимофій (Маргарітіс) і настоятель подвір'я архімандрит Феофілакт .
Оцінюючи результати своєї діяльності, писав у 2001 році: "Люди отримали можливість відкрито сповідувати свою віру і долучатися до правильно влаштованої церковного життя. Це дозволило в короткі терміни провести великі будівельні та реставраційні роботи, які поновили інтер'єр і зовнішній вигляд храму. По новому руслу потекло парафіяльне життя. З самого відкриття подвір'я при ньому стала діяти паломницька служба, яка організовує поїздки по святих місцях Росії і до християнських святинь, які перебувають на Святій Землі (Палестині), в Греції, Італії та інших країнах " .
У 1994 році при Єрусалимському подвір'ї організовано Православне товариство ревнителів Святого Живоносного Гробу Господнього, а в листопаді 1997 року — сестринство в ім'я святителя Петра, Московського чудотворця.
Служив на цій посаді до 2001 року. 27 листопада в приміщенні генерального консульства Греції в Москві був влаштований прийом з нагоди від'їзду з Росії представника Патріарха Єрусалимського при Патріархові Московському архімандрита Феофілакта. На прийомі були присутні голова Відділу зовнішніх церковних зв'язків Московського Патріархату митрополит Смоленський і Калінінградський Кирил (Гундяєв), архієпископ Істринський Арсеній (Епіфанов), заступник голови ВЗЦЗ МП архімандрит Марк (Головков), новопризначений представник Патріарха Єрусалимського при Патріархові Московському архімандрит Феофіл (Яннопулос) (який потім став Єрусалимським патріархом), генеральний консул Греції в Москві Александрос Катраніс. На прощання митрополит РПЦ Кирило (Гундяєв) вручив архімандриту Феофілакту наперсний хрест з прикрасами .
Після повернення в Єрусалим в 2001 році був призначений членом Священного Синоду і старшим скевофілаксом.
У 2003 році був звільнений з посади скевофілакса і призначений настоятелем монастиря святого Феодора і священиком патріаршого Костянтино-Єленинського храму.
18 листопада 2005 року був обраний архієпископом Йорданським і призначений Патріаршим представником у Вифлеємі, а також настоятелем Базиліки Різдва Христового у Вифлеєммі .
17 грудня того ж року в Єрусалимському храмі Воскресіння Господнього відбулася його архієрейська хіротонія, яку очолив Патріарх Єрусалимський Феофіл III .
У 2012 році стає членом Священного Синоду Єрусалимської Православної церкви.
28 липня 2012 представляв Єрусалимський Патріархат на урочистостях на честь День Хрещення Русі та 20-річчя предстоятельського служіння митрополита Володимира (Сабодана).
9 листопада 2012 в числі інших членів Священного Синоду взяв участь у зустрічі Патріарха Московського і всієї Русі Кирила і Патріарха Єрусалимського Феофіла III в Тронному залі Єрусалимської Патріархії .
24 лютого 2017 року рішенням Священного Синоду Єрусалимського Патріархату призначений членом Церковного суду.
Восени 2021 року потрапив у ДТП, після чого був доставлений в лікарню у важкому стані. Він був підключений до апаратів підтримки життя і помер 8 жовтня 2021 року.